# キャンプ・デービッド合意

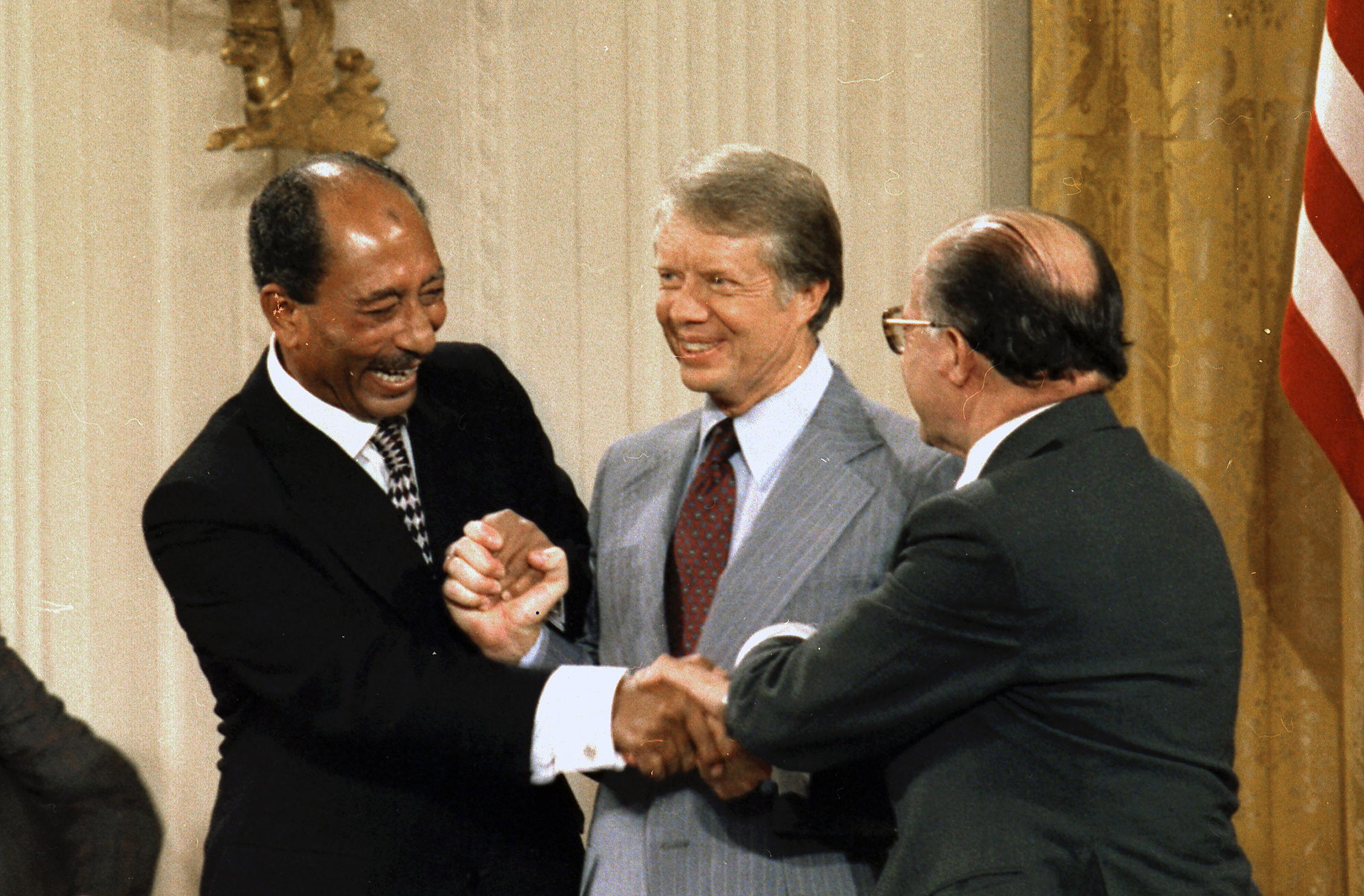
（左から）サーダート、カーター、ベギン

キャンプ・デービッド合意（キャンプ・デービッドごうい、アラビア語: اتفاقية كامب ديفيد、英語: Camp David Accords、ヘブライ語: הסכמי קמפ דייוויד）は、1978年に行われた外交合意である。

## 概要

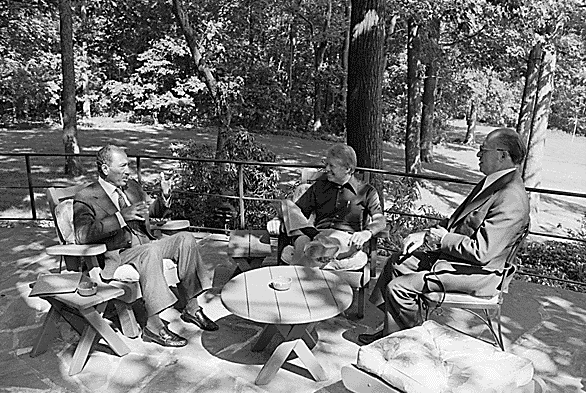
（左から）サーダート、カーター、ベギン

エジプト大統領アンワル・アッ＝サーダートは1977年11月にイスラエルへ訪問するなどヨム・キプール戦争以来の緊張関係の解消を目指していたが、イスラエルの非妥協的態度のため進展は望み薄となった。そこでアメリカ合衆国大統領ジミー・カーターは、1978年9月5日から9月17日にかけて、サーダートとイスラエル首相のメナヘム・ベギンをメリーランド州にある大統領山荘（キャンプ・デービッド）に招待して三者会談を行い、両者の調停に努めた。
その結果、中東和平に向けて「中東和平のための枠組み」と「エジプト・イスラエル平和条約締結のための枠組み」の2つから成るキャンプデービット協定が署名されるなど、一定の成果があったものの、アラブ諸国は猛反対した。
この合意に基づき、翌1979年3月にエジプトとイスラエルの間で平和条約が締結され、占領されていたシナイ半島はエジプトに返還された。しかしパレスチナの自治については協議が決裂したうえ、サーダートはイスラム主義組織「ジハード団」によって暗殺された。

## 合意内容
1. 平和条約の締結協議の開始
2. シナイ半島からのイスラエル軍の撤退、エジプトへの返還
3. パレスチナ人の統治について協議を開始